# Quando o Inverno Chegar
Quando o Inverno Chegar é a peça de teatro de José Luís Peixoto, estreada no Teatro São Luiz em Lisboa. Trata de três homens que vivem enclausurados num sanatório, rodeado por uma floresta densa e por um cemitério que guarda os corpos dos que dali nunca conseguiram sair. A base da peça foi A Montanha Mágica, de Thomas Mann.